# Келієній-Ной
Келієній-Ной (рум. Călienii Noi) — село у повіті Вранча в Румунії. Входить до складу комуни Ненешть.
Село розташоване на відстані 168 км на північний схід від Бухареста, 26 км на південний схід від Фокшан, 45 км на північний захід від Галаца, 146 км на схід від Брашова.

## Населення
За даними перепису населення 2002 року у селі проживали 365 осіб, усі — румуни. Усі жителі села рідною мовою назвали румунську.